# Communistische Partij van de Karelo-Finse Socialistische Sovjetrepubliek
De Communistische Partij van de Karelo-Finse Socialistische Sovjetrepubliek (Russisch: Коммунистическая партия Карело-Финской Советской Социалистической Республики; Fins: Karjalais-suomalaisen sosialistisen neuvostotasavallan kommunistinen puolue) stond tot 1952 bekend onder de naam Communistische Partij (bolsjewieken) van de Karelo-Finse SSR. Het was in de periode 1940 tot 1956 de enige toegestane politieke partij in de Karelo-Finse SSR, een unierepubliek van de Sovjet-Unie.
De KSSNKP werd na de totstandkoming van de Karelo-Finse SSR op 31 maart 1940 opgericht. De Karelo-Finse SSR ontstond na een samenvoeging van de Karelische Autonome Socialistische Sovjetrepubliek en de Finse Democratische Republiek (laatstgenoemde entiteit was het door het Rode Leger bezette deel van Finland tijdens de Winteroorlog van 1939-1940, geregeerd door een door de Sovjets aangestelde marionettenregering). De KSSNKP maakte deel uit van de Al-Unie Communistische Partij (bolsjewieken), later (vanaf 1952) Communistische Partij van de Sovjet-Unie genaamd. Gennadi Koeprijanov (1905-1979) was van 1940 tot 1950 eerste secretaris van de KSSNKP. Hij was echter niet afkomstig uit Karelië. Dit gold ook voor zijn opvolgers. In 1956 werd de Karelo-Finse SSR afgewaardeerd tot de status van autonome socialistische sovjetrepubliek (ASSR) en kreeg de naam Karelische Autonome Socialistische Sovjetrepubliek binnen de Russische Socialistische Federatieve Sovjetrepubliek (RSFSR). Dit betekende ook het einde van de KSSNKP. De partij werd vervangen door een regionale afdeling van de CPSU.

## Eerste secretarissen
| No.             | Afbeelding      | Naam (Geboren-Gestorven)        | Begin termijn     | Einde termijn     | Politieke partij |
| First Secretary | First Secretary | First Secretary                 | First Secretary   | First Secretary   | First Secretary  |
| --------------- | --------------- | ------------------------------- | ----------------- | ----------------- | ---------------- |
| 1               |                 | Gennadi Koeprijanov (1905-1979) | 2 april 1940      | 25 januari 1950   | KSSNKP/CPSU      |
| 2               |                 | Aleksandr Kondakov (1908-1954)  | 25 januari 1950   | 27 september 1950 | KSSNKP/CPSU      |
| 3               |                 | Aleksandr Egorov (1904-1988)    | 27 september 1950 | 16 augustus 1955  | KSSNKP/CPSU      |
| 4               |                 | Leonid Loebennikov (1910-1988)  | 16 augustus 1955  | 16 juli 1956      | KSSNKP/CPSU      |